# Cynamon biały
Biały cynamon jest przyprawą wytwarzaną z wysuszonej kory korzybiela białego. Charakteryzuje się korzennym smakiem oraz zapachem przypominającym cynamon, gałkę muszkatołową oraz goździki. Często stosowany jako dodatek aromatyczny do likierów oraz win.